# 바리쿤뛰는쥐
바리쿤뛰는쥐 또는 바리쿤저보아(Allactaga balikunica)는 뛰는쥐과에 속하는 설치류의 일종이다. 중국 북서부와 몽골의 건조 지대에서 발견된다. 먹이는 초본 식물과 뿌리, 씨앗 그리고 메뚜기류와 딱정벌레 등이다.